# 요시모토 다카아키
요시모토 다카아키(일본어: 吉本隆明, 1924년 11월 25일 ~ 2012년 3월 16일)은 일본의 시인, 평론가이다. 만화가 하루노 요이코와 소설가 요시모토 바나나의 아버지이다.
2012년 3월 16일 폐렴으로 사망했다. 향년 89세